# Metal Slug
Pour le jeu éponyme de 1996, voir Metal Slug (jeu vidéo, 1996). Pour celui de 2006, voir Metal Slug (jeu vidéo, 2006).
Metal Slug (メタルスラッグ) est une série de jeux vidéo d'arcade de type run and gun (genre qui mêle le shoot them up et le jeu de plates-formes) parue à l'origine sur Neo-Geo MVS et Neo-Geo AES.
La série est réputée pour ses graphismes détaillés, ses animations soignées, son humour et une action frénétique. Le nom Metal Slug est lié à un char d'assaut, utilisable dans le jeu, nommé Super Vehicle-001 et surnommé Metal Slug (littéralement : limace de métal).

## Système de jeu
Le gameplay est semblable à celui du jeu Contra, le joueur (seul ou accompagné d'un second joueur) doit constamment tirer sur les ennemis et éviter leurs tirs pour atteindre la fin d'une mission où il doit affronter un boss massif, lourdement armé et très résistant. En chemin, le joueur peut délivrer des prisonniers, qui lui offrent alors, en guise de reconnaissance, des bonus (points supplémentaires, munitions) et de nouvelles armes (pistolet-mitrailleur, fusil, lance-roquettes, grenade, etc.). Des véhicules faisant office de bouclier et des montures animales apportent une puissance de destruction supplémentaire.
Le système de contrôle du jeu est composé d'un axe directionnel à huit directions et de trois boutons (A, B et C) pour les actions principales (tirer, sauter et lancer une grenade). Le jeu n'utilise que très peu de combinaisons de touches, dont une pour lancer une attaque-suicide avec un véhicule (dans Metal Slug 4 et Metal Slug 5, un quatrième bouton remplace cette combinaison) et une pour effectuer une glissade (uniquement dans Metal Slug 5). Dans Metal Slug 6 et Metal Slug 7, le bouton D sert à changer d'arme.
Le style graphique évoque le dessin animé, et l'ambiance générale est inspirée de la Seconde Guerre mondiale, de la guerre du Viêt Nam, des monstres surnaturels et des envahisseurs extraterrestres. On peut ainsi traverser des villes en ruine, des jungles marécageuses et des vaisseaux spatiaux.
La musique de la plupart des titres de la série est disponible sur CD.

## Histoire

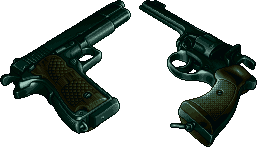
Les armes de poing phares de la série, ces derniers ressemblant au M1911 et au Webley Mk I-VI calibre .455.

Metal Slug met en scène la redoutable escouade des Peregrine Falcons (les troupes d'élite de l'armée régulière) affrontant l'armée rebelle du Général Morden, une caricature de Saddam Hussein.
Dans Metal Slug 2, Metal Slug X (un remake de Metal Slug 2) et Metal Slug 3, les Peregrine Falcons, rejoints par la Sparrows Intelligence Agency (le service de renseignements de l'armée régulière) luttent à nouveau contre l'armée rebelle du général Morden mais également contre des menaces surnaturelles affrontant à cette occasion des momies, des mutants, des zombies, des yétis et des extraterrestres.
Metal Slug 4 revient à une histoire plus réaliste, décrivant un nouvel affrontement avec l'armée rebelle du Général Morden sur fond de cyber-terrorisme.
Retrouvant une inspiration surnaturelle, Metal Slug 5 oppose l'armée régulière à l'armée ptolémaïque, dirigée par un gourou soi-disant possédé par une puissance démoniaque et disposant ainsi de pouvoirs magiques. Les aliens ont leurs place dans Metal Slug 6 et l'armée rebelle du futur débarque dans Metal Slug 7.

## Personnages

### L'armée régulière
La série débute avec Marco Rossi et Tarma Roving, membres des Peregrine Falcons comme seuls personnages jouables (le premier étant automatiquement attribué au premier joueur, le second au second joueur).
Metal Slug 2
 introduit deux nouveaux personnages, Eri Kasamoto et Fio Germi, membres de la Sparrows Intelligence Agency.
Dans Metal Slug 4, Trevor Spacey et Nadia Cassel, respectivement membres des Peregrine Falcons et de la Sparrows Intelligence Agency, font leurs débuts et remplacent respectivement Tarma et Eri (ces deux personnages sont cependant présents, tiennent un rôle dans l'intrigue du jeu et aident occasionnellement le joueur au cours des missions).
Metal Slug 5 voit la disparition de Trevor et Nadia et le retour d'Eri et Tarma.
Dans Metal Slug 6, les 4 héros sont rejoints par Clark Still et Ralf Jones, deux nouveaux personnages issue de la série King of fighters. De plus, chaque héros possède des capacités spéciales (Eri peut lancer des grenades plus loin, Tarma contrôle mieux les véhicules...).
Dans Metal Slug Advance sur Game Boy Advance, Eri, Fio, Tarma et Marco laissent leur place à Walter et Tyra.
Dans Metal Slug 7 sur NDS, les personnages sont les mêmes que dans l'opus 6 de Metal Slug, et ils possèdent tous une capacité spéciale.
Le remake du 7, Metal Slug XX, sorti sur PSP et Xbox360, voit l'apparition d'un nouveau personnage aux côtés des 6 personnages du 6 et du 7, il s'agit de Leona Heidern, qui est téléchargeable via DLC.

### L'armée rebelle
| |  |  |
| Logo de L'armée rebelle (à gauche), une possible référence à la croix gammée national-socialiste (à droite). |  |  |

Présente dans Metal Slug, Metal Slug 2, Metal Slug X, Metal Slug 3, Metal Slug 4 et Metal Slug 7, l'armée rebelle est dirigée par le général Donald Morden, secondé dans sa tâche par le sergent Allen O'Neil.
Son objectif affiché est d'instaurer une dictature militaire sur l'ensemble de la planète.
Pour atteindre cet objectif, à la suite de son échec dans Metal Slug, Morden s'allie successivement à des extraterrestres (dans Metal Slug 2, Metal Slug X et Metal Slug 3), à un groupe cyber-terroriste nommé Amadeus (dans Metal Slug 4) et même à son armée provenant du futur (Metal Slug 7)

### Les extraterrestres
Supposément venus de Mars, les extraterrestres ont pour ambition de conquérir la Terre.
Pour parvenir plus facilement à leurs fins, ils soutiennent l'armée rebelle afin que celle-ci et l'armée régulière s'affaiblissent mutuellement, facilitant ainsi l'invasion extraterrestre à laquelle ne s'opposerait plus qu'une faible résistance.
Les plans extraterrestres sont systématiquement mis en échec par une alliance temporaire entre les troupes de l'armée régulière et les troupes de l'armée rebelle.

### Amadeus
Apparaissant dans Metal Slug 4, Amadeus est à la base un virus informatique qui infiltra tous les systèmes de sécurité et a aussi récupéré les plans du char Metal Slug pour parvenir à ses fins. Ce virus est en fait créé par un scientifique délirant désireux d'envahir le monde. Les Agissements d'Amadeus attirent l'attention de Donald Morden, chef des rebelles avec qui il finit par s'allier. Le scientifique crée des machines redoutables au service de la rébellion, une mystérieuse série de droïdes à l'effigie humaine (celle de Morden par exemple) et deux Metal Slug, immenses gardiens de son centre de contrôle encore plus redoutable (dernier boss). Il est évident qu'Amadeus est très dangereuse et ses inventions vous donneront du fil à retordre.

### L'armée ptolémaïque
Une armée spécialisée dans les expéditions archéologiques. Lors d'une expédition dans l'Afrique profonde, l'armée ptolémaïque découvrit un temple appelé « Le Couloir De Feu » et qui contiendrait un puissant démon armé d'une faux appelé « La Machine de fin du Monde », bien avant que l'on connaisse le vrai nom de cet ennemi ; les fans de Metal Slug l'appelaient « Scyther » (Scythe, en anglais, signifie « Faux ») du fait qu'il en porte une. Peu après cette découverte, l'armée ptolémaïque décidèrent de voler les plans du Metal Slug et notamment du dernier et le plus puissant Metal Slug : le Slug Gunner.

### Les Venusiens
Ils apparaissent dans la mission 2 de Metal Slug 6 dans lequel ils dévorent les extra-terrestre, ils veulent détruire la Terre. Ils font d'un membre du pérégrine (cela dépend du personnage joué, par exemple si on joue avec Marco, Fio sera possédé) un de leurs soldats grâce à des créatures possédant les gens. Leurs plans sont mis en déroute par une alliance entre l'armée régulière, l'armée rebelle et l'armée extra-terrestre.

### L'armée rebelle du futur
Apparaissant dans Metal Slug 7, ils reviennent dans le passé via un portail temporel afin d'aider Morden à conquérir le monde. Ils possèdent un tout nouvel uniforme et leurs casques possèdent des antennes. Ils n'utilisent plus les armes conventionnelles mais utilisent des armes laser.

## Clins d'œil cinématographiques
Dans la saga Metal Slug, les clins d'œil sont nombreux.
- Les soldats poussent le Cri Wilhelm lorsqu'ils trépassent projetés en l'air par une explosion.
- Depuis Metal Slug 2, un prisonnier spécial, lorsqu'il est délivré, nous aide grâce à des Kamé Hamé Ha jusqu'à notre mort. C'est une allusion au célèbre manga japonais Dragon Ball.
- Dans le niveau de la ville de "Metal Slug 2", ressemblant fortement à Hong Kong, on peut voir une affiche du film The Killer où Chow Yun-fat tient un appareil photo au lieu d'un fusil à lunettes. Dans Metal Slug X, remake du 2, l'affiche toujours au même endroit est cette fois si une référence à Fist of Legend, encore une fois Jet Li tient un appareil photo au lieu de menacer de son poing.
- À la toute fin de Metal Slug 2 et X, un avion vient s'écraser dans la soucoupe volante extraterrestre. C'est une parodie de la fin du film Independence Day.
- Il y a un clin d'œil à Star Wars à la fin de Metal Slug X quand le général Morden est attaché sur une plaque de carbonite, comme Han Solo à la fin de l'Empire contre-attaque (ce dernier est cependant cryogénisé, et non attaché).
- Les dernières missions de Metal Slug 2, X et 3 sont une grosse référence aux films d'E.T. américains des années 1950 et principalement au film La Guerre des mondes de 1952 : on peut voir en effet les mêmes quadrupèdes rouges et les soucoupes extraterrestres caractéristiques du film.
- La seconde forme du boss du niveau 2 de Metal Slug 3 fait tomber sur vous des blocs de pierres taillés en guise d'attaque, c'est une référence au fameux monolithe de 2001, l'Odyssée de l'espace de Stanley Kubrick. D'autant que l'atmosphère qui plane autour de ce combat rappelle beaucoup la scène sur la lune du même film. Le nom de ce boss est d'ailleurs Les Dix Commandements de Moïse, (The Ten Commandments of Moses en anglais) qui est bien sûr une référence au recueil d'instructions morales et religieuses du même nom.
- Metal Slug 3, persistant dans ces références et ses inspirations de grandes œuvres de science-fiction, fait plusieurs références à Starship Troopers de Paul Verhoven sorti en 1997 (1998 en France). Dans le niveau 1 et 4 sont repris les gros insectes volants capables d'emporter un humain en plein vol. Puis, lors d'un des nombreux embranchements secrets du niveau 4, le joueur se retrouve face à des ennemis qui sont plus qu'inspirés, d'une ressemblance flagrante avec le Cerveau du même film, une référence très poussé des développeurs.
- La musique dans la capsule spatiale de la dernière mission de Metal Slug 3 est très inspirée du thème de la première série télévisée Star Trek.
- Dans la dernière mission de Metal Slug 4, on rencontre plusieurs clins d'œil à Terminator comme des ennemis ayant un endosquelette métallique ou le sous-boss qui se révèle être un T-800.
- Un ennemi de Metal Slug 6 ressemble beaucoup aux Graboids, ces vers géants rencontrés dans la saga Tremors.
- Le boss du niveau 4 de Metal Slug 2 et X est une parodie du croiseur Yamato de la série éponyme.
- Dans Metal Slug 7 et Metal Slug XX le portail d'où apparaît l'armée du futur ressemble fortement au portail de l'univers de fiction Stargate.

## Clins d'œil vidéoludiques
Il y a aussi quelques clins d'œil concernant le jeu vidéo.
- Depuis Metal Slug 2, un prisonnier spécial, lorsqu'il est délivré, nous aide grâce à des Kamé Hamé Ha jusqu'à notre mort. C'est une référence à Kame Sennin, l'inventeur de cette technique, dans la série ou les jeux vidéo Dragon ball.
- Un passage de la dernière mission de Metal Slug 3 se passe à la verticale dans l'espace. Un retour aux premiers jeux du genre shoot them up.
- Le boss de la mission 3 de Metal Slug 6 est une parodie de « Mother Brain » de la série Metroid.
- Dans Metal Slug 6, les créatures volantes qui possèdent les civils sont une référence aux crabes de tête, ces créatures rencontrées dans la saga Half-Life.
- La façon dont certain plutoniens attaquent dans Metal Slug 6 ressemble au spin dash de Sonic.
- Tout un embranchement (celui avec les caméras) du niveau 3 de Metal Slug 3 ainsi que le boss de ce même niveau (Jupiter King) est une référence ouverte au jeu Metal Gear (série).

## Liste des jeux
La série comprend sept épisodes principaux, tous initialement sorti sur borne d'arcade, ainsi que divers épisodes annexes et compilations pour systèmes familiaux. Sauf mention contraire, les jeux ont été développés par SNK (SNK Playmore à partir de 2000).

### Épisodes principaux
- 1996 - Metal Slug • Arcade : Neo-Geo MVS, Neo-Geo AES et Neo-Geo CD (développé par Nazca)

Réédité sur PlayStation, Saturn (1997), PlayStation 2, PlayStation Portable (2007) et Wii
- 1998 - Metal Slug 2 • Arcade : Neo-Geo MVS, Neo-Geo AES et Neo-Geo CD (Nazca)
- 1999 - Metal Slug X • Arcade : Neo-Geo MVS et Neo-Geo AES

Réédité sur PlayStation, Saturn (1997), PlayStation 2, PlayStation Portable (2007) et PC (2014)
- 2000 - Metal Slug 3 • Arcade : Neo-Geo MVS et Neo-Geo AES

Réédité sur PlayStation 2, Xbox (2004), Xbox 360 (2008) et PC (2014)
- 2002 - Metal Slug 4 • Arcade : Neo-Geo MVS et Neo-Geo AES (MEGA Enterprise)

Réédité sur PlayStation 2 (2004) et Xbox (2005)
- 2004 - Metal Slug 5 • Arcade : Neo-Geo MVS et Neo-Geo AES

Réédité sur PlayStation 2 et Xbox (2005)
- 2004 - Metal Slug 3D • PlayStation 2
- 2006 - Metal Slug 6 • Arcade : Atomiswave et PlayStation 2
- 2008 - Metal Slug 7 • Nintendo DS

### Épisodes annexes
Consoles de jeux :
- 1999 : Metal Slug: 1st Mission • Neo-Geo Pocket Color
- 2000 : Metal Slug: 2nd Mission • Neo-Geo Pocket Color
- 2004 : Metal Slug Advance • Game Boy Advance
- 2006 : Metal Slug • PlayStation 2 (aussi connu sous le nom Metal Slug 3D)

Téléphones Portables :
- 2004 : Metal Slug (MEGA Enterprise)
- 2004 : Metal Slug: Mobile (Digital Bridge)
- 2004 : Metal Slug STG
- 2005 : Metal Slug: Allen's Battle Chronicles (Part 1)
- 2005 : Metal Slug Mobile Impact (I-Play)
- 2006 : Metal Slug: Allen's Battle Chronicles (Part 2)
- 2006 : Metal Slug Soldiers
- 2006 : Metal Slug Survivors
- 2007 : Metal Slug Mobile 3 (I-Play)
- 2009 : Metal Slug Mobil 4 (originairement nommé Metal Slug Survivors)
- 2014 : Metal Slug Defense (sur iOS, Android et Steam)
- 2016 : Metal Slug Attack (sur iOS et Android)
- 2019 : Metal Slug Infinity [Idle Game] (sur iOS et Android)

### Épisode annulé
- Metal Slug Zero Online • PC : Le jeu était prévu pour 2009[2], mais durant l'été de 2009, Dragonfly a suspendu le développement du jeu après avoir estimé que la réalisation de Metal Slug Zero Online développé par Wiz Hands était bien inférieure à leurs attentes et que le jeu ne suivait pas la tendance de l'industrie actuelle du jeu vidéo[3].

### Compilations
- 2005 : Metal Slug 4 & 5 • PlayStation 2 et Xbox
- 2006 : Metal Slug Anthology • Wii, PlayStation 2 et PSP (Compilation de Metal Slug 1, 2, X, 3, 4, 5 et 6)
- 2006 : Metal Slug complete Jap • PlayStation 2 (10th anniversary)

## Portage non autorisé
Terrifying 9.11 (chinois : 驚爆9.11 ; pinyin : Jīng Bào 9.11) est un jeu sorti sur Game Boy Color peu de temps après les attentats du 11 septembre 2001 contre le World Trade Center. Développé par Ruanxin, le jeu a été initialement publié par l'editeur Hitek, en versions chinoise et anglaise. La version chinoise a été confirmée comme ayant été distribuée à Taïwan.
Une version modifiée a également circulé en Chine continentale, publiée par Li Cheng sous le nom de 特種部隊2 基地 (Tèzhǒng Bùduì 2 Jīdì, litt : « Forces spéciales 2 : La Base »).
Ce jeu constitue un portage non autorisé du tout premier Metal Slug.

## Plateforme(s)
| Jeu                | Neo-Geo MVS et Neo-Geo AES | Atomiswave Arcade System | Neo-Geo CD-console | Sega Saturn | PS | PS2 | Xbox | GBA | Neo-Geo Pocket | Wii | PSP | Nintendo DS | X360 | PC | Android |
| ------------------ | -------------------------- | ------------------------ | ------------------ | ----------- | -- | --- | ---- | --- | -------------- | --- | --- | ----------- | ---- | -- | ------- |
| Metal Slug         |                            |                          |                    |             |    |     |      |     |                |     |     |             |      |    |         |
| Metal Slug 2       |                            |                          |                    |             |    |     |      |     |                |     |     |             |      |    |         |
| Metal Slug X       |                            |                          |                    |             |    |     |      |     |                |     |     |             |      |    |         |
| Metal Slug 3       |                            |                          |                    |             |    |     |      |     |                |     |     |             |      |    |         |
| Metal Slug 4       |                            |                          |                    |             |    |     |      |     |                |     |     |             |      |    |         |
| Metal Slug 5       |                            |                          |                    |             |    |     |      |     |                |     |     |             |      |    |         |
| Metal Slug 6       |                            |                          |                    |             |    |     |      |     |                |     |     |             |      |    |         |
| Metal Slug 7       |                            |                          |                    |             |    |     |      |     |                |     |     |             |      |    |         |
| Metal Slug 3D      |                            |                          |                    |             |    |     |      |     |                |     |     |             |      |    |         |
| Metal Slug Advance |                            |                          |                    |             |    |     |      |     |                |     |     |             |      |    |         |
| MS: 1st Mission    |                            |                          |                    |             |    |     |      |     |                |     |     |             |      |    |         |
| MS: 2nd Mission    |                            |                          |                    |             |    |     |      |     |                |     |     |             |      |    |         |
| MS Anthology       |                            |                          |                    |             |    |     |      |     |                |     |     |             |      |    |         |
| Metal Slug XX      |                            |                          |                    |             |    |     |      |     |                |     |     |             |      |    |         |

## Réception
La majeure partie des fans de la série considèrent que Metal Slug 3 et Metal Slug X sont les meilleurs titres de la série, grâce à un level design complexe et inspiré et une trame scénaristique comique bien au-dessus des autres titres. Metal Slug 4 et Metal Slug 5 sont souvent considérés par les fans comme étant les titres les moins agréables : bien plus courts et graphiquement inférieurs à Metal Slug 3, ils n'ont pas été édités par SNK en raison de sa faillite, mais par Playmore.